# Campionat del Món d'atletisme de 1983 - 400 metres tanques masculins
Els 400 metres tanques masculins al Campionat del Món d'atletisme de 1983 van tenir lloc a l'estadi Olímpic de Hèlsinki dels dies 7 al 9 d'agost.
34 atletes van participar en la prova. L'estatunidenc Edwin Moses, posseïdor del rècord del món, campió olímpic el 1976 i que portava sis anys imbatut a la prova, va guanyar la medalla d'or.

## Medallistes
| Or     | Edwin Moses Estats Units (USA)          |
| Argent | Harald Schmid Alemanya Occidental (FRG) |
| Bronze | Aleksandr Kharlov Unió Soviètica (URS)  |

## Rècords
| Rècords abans del Campionat del Món d'atletisme de 1983     | Rècords abans del Campionat del Món d'atletisme de 1983 | Rècords abans del Campionat del Món d'atletisme de 1983 | Rècords abans del Campionat del Món d'atletisme de 1983 | Rècords abans del Campionat del Món d'atletisme de 1983 |
| ----------------------------------------------------------- | ------------------------------------------------------- | ------------------------------------------------------- | ------------------------------------------------------- | ------------------------------------------------------- |
| Rècord del Món                                              | Edwin Moses (USA)                                       | 47.13                                                   | 3 de juliol de 1980                                     | Milà, Itàlia                                            |
| Rècord del Campionat                                        | Nova prova                                              | Nova prova                                              | Nova prova                                              | Nova prova                                              |
| Rècords establerts al Campionat del Món d'atletisme de 1983 |                                                         |                                                         |                                                         |                                                         |
| Rècord del Campionat                                        | Edwin Moses (USA)                                       | 47.50                                                   | 9 d'agost de 1983                                       | Hèlsinki, Finlàndia                                     |

## Resultats

### Final
La final va tenir lloc el dia 9 d'agost.
| Pos.              | Atleta                  | Temps | Notes |
| ----------------- | ----------------------- | ----- | ----- |
| Medalla d'or      | Edwin Moses (USA)       | 47.50 | CR    |
| Medalla de plata  | Harald Schmid (FRG)     | 48.61 |       |
| Medalla de bronze | Aleksandr Kharlov (URS) | 49.03 |       |
| 4.                | Sven Nylander (SWE)     | 49.06 |       |
| 5.                | Andre Phillips (USA)    | 49.24 |       |
| 6.                | David Lee (USA)         | 49.32 |       |
| 7.                | Amadou Dia Ba (SEN)     | 49.61 |       |
| 8.                | Ryszard Szparak (POL)   | 49.78 |       |

### Semifinals
Les semifinals van tenir lloc el 8 d'agost. Els quatre primers atletes de cada sèrie avançaven a la final.
| Pos. | Atleta                  | Temps |
| ---- | ----------------------- | ----- |
| 1.   | Edwin Moses (USA)       | 48.11 |
| 2.   | Andre Phillips (USA)    | 48.99 |
| 3.   | Amadou Dia Ba (SEN)     | 49.18 |
| 4.   | Aleksandr Kharlov (URS) | 49.75 |
| 5.   | Ahmed Hamada (BHR)      | 50.04 |
| 6.   | Franz Meier (SUI)       | 50.31 |
| 7.   | Rik Tommelein (BEL)     | 50.54 |
| —    | Toma Tomov (BUL)        | DNS   |

| Pos. | Atleta                 | Temps |
| ---- | ---------------------- | ----- |
| 1.   | Harald Schmid (FRG)    | 48.57 |
| 2.   | David Lee (USA)        | 48.63 |
| 3.   | Ryszard Szparak (POL)  | 49.17 |
| 4.   | Sven Nylander (SWE)    | 49.18 |
| 5.   | Daniel Ogidi (NGR)     | 49.51 |
| 6.   | José Alonso (ESP)      | 49.91 |
| 7.   | Karl Smith (JAM)       | 49.99 |
| 8.   | Krasimir Demirev (BUL) | 50.91 |

### Sèries classificatòries
Van tenir lloc el 7 d'agost. Els dos primers atletes de cada sèrie i els vuit millors temps avançaven a les semifinals.
| Pos. | Atleta                    | Temps |
| ---- | ------------------------- | ----- |
| 1.   | Andre Phillips (USA)      | 50.44 |
| 2.   | Rik Tommelein (BEL)       | 50.99 |
| 3.   | Gary Oakes (GBR)          | 51.23 |
| 4.   | Ian Newhouse (CAN)        | 51.45 |
| 5.   | Meshak Munyoro (KEN)      | 53.25 |
| 6.   | Paiwa Bogela (PNG)        | 54.68 |
| —    | Aleksandr Yatsevich (URS) | DNF   |

| Pos. | Atleta                  | Temps |
| ---- | ----------------------- | ----- |
| 1.   | Aleksandr Kharlov (URS) | 50.12 |
| 2.   | Sven Nylander (SWE)     | 50.23 |
| 3.   | José Alonso (ESP)       | 50.53 |
| 4.   | Vladislav Pecen (TCH)   | 50.86 |
| 5.   | István Takács (HUN)     | 50.97 |
| 6.   | Peter Rwamuhanda (UGA)  | 50.99 |

| Pos. | Atleta                        | Temps |
| ---- | ----------------------------- | ----- |
| 1.   | David Lee (USA)               | 50.15 |
| 3.   | Toma Tomov (BUL)              | 50.39 |
| 3.   | Karl Smith (JAM)              | 50.64 |
| 4.   | Thomas Futterknecht (AUT)     | 50.68 |
| 5.   | Antônio Díaz Ferreira (BRA)   | 50.76 |
| 6.   | Stephen Sole (GBR)            | 51.80 |
| 7.   | Ahmed Abdelhalim Ghanem (EGY) | 52.32 |

| Pos. | Atleta                 | Temps |
| ---- | ---------------------- | ----- |
| 1.   | Edwin Moses (USA)      | 49.54 |
| 2.   | Daniel Ogidi (NGR)     | 50.44 |
| 3.   | Amadou Dia Ba (SEN)    | 50.59 |
| 4.   | Krasimir Demirev (BUL) | 50.62 |
| 5.   | Greg Rolle (BAH)       | 50.92 |
| 6.   | Rok Kopitar (YUG)      | 52.34 |
| 7.   | Carlos Azulay (ESP)    | DSQ   |

| Pos. | Atleta                  | Temps |
| ---- | ----------------------- | ----- |
| 1.   | Harald Schmid (FRG)     | 49.99 |
| 2.   | Ryszard Szparak (POL)   | 50.09 |
| 3.   | Franz Meier (SUI)       | 50.09 |
| 4.   | Ahmed Hamada (BHR)      | 50.53 |
| 5.   | Petter Hesselberg (NOR) | 51.67 |
| 6.   | Georgios Vamvakas (GRE) | 51.92 |
| 7.   | David Charlton (BAH)    | 52.02 |